# 小三角座
小三角座（Triangulum Minus，意为“更小的三角”）是約翰·赫維留斯发现的星座，但經常被拼錯成為Triangulum Minor。它是三角座南邊的一部分，但是現在已經不再使用了。這個三角形是由5等星的三角座6、三角座10、和三角座12組成。

## 外部連結
- Triangulum Minor （页面存档备份，存于）
- Star tales （页面存档备份，存于）